# Catena Bresciana Orientale
La Catena Bresciana Orientale (detta anche Catena Dosso Alto-Monte Palo) è un massiccio montuoso delle Prealpi Bresciane e Gardesane collocata in Lombardia. Costituisce la parte orientale delle Prealpi Bresciane.
Parte del gruppo montuoso è compreso nella zona montana denominata Maniva.

## Collocazione
Si trovano a nord di Brescia, tra la Val Trompia ad ovest ed il Lago d'Idro  ad est.
Ruotando in senso orario i limiti geografici sono: Passo del Maniva, Valle del Caffaro, Lago d'Idro, Valle Sabbia, colline bresciane, Val Trompia.

## Classificazione
La SOIUSA vede la Catena Bresciana Orientale come un supergruppo alpino e vi attribuisce la seguente classificazione:
- Grande parte = Alpi Orientali
- Grande settore = Alpi Sud-orientali
- Sezione = Prealpi Bresciane e Gardesane
- Sottosezione = Prealpi Bresciane
- Supergruppo = Catena Bresciana Orientale
- Codice = II/C-30.I-B

## Suddivisione
Secondo la SOIUSA si suddivide in due gruppi:
- Gruppo del Dosso Alto (1)
- Gruppo del Monte Palo (2)

## Vette principali

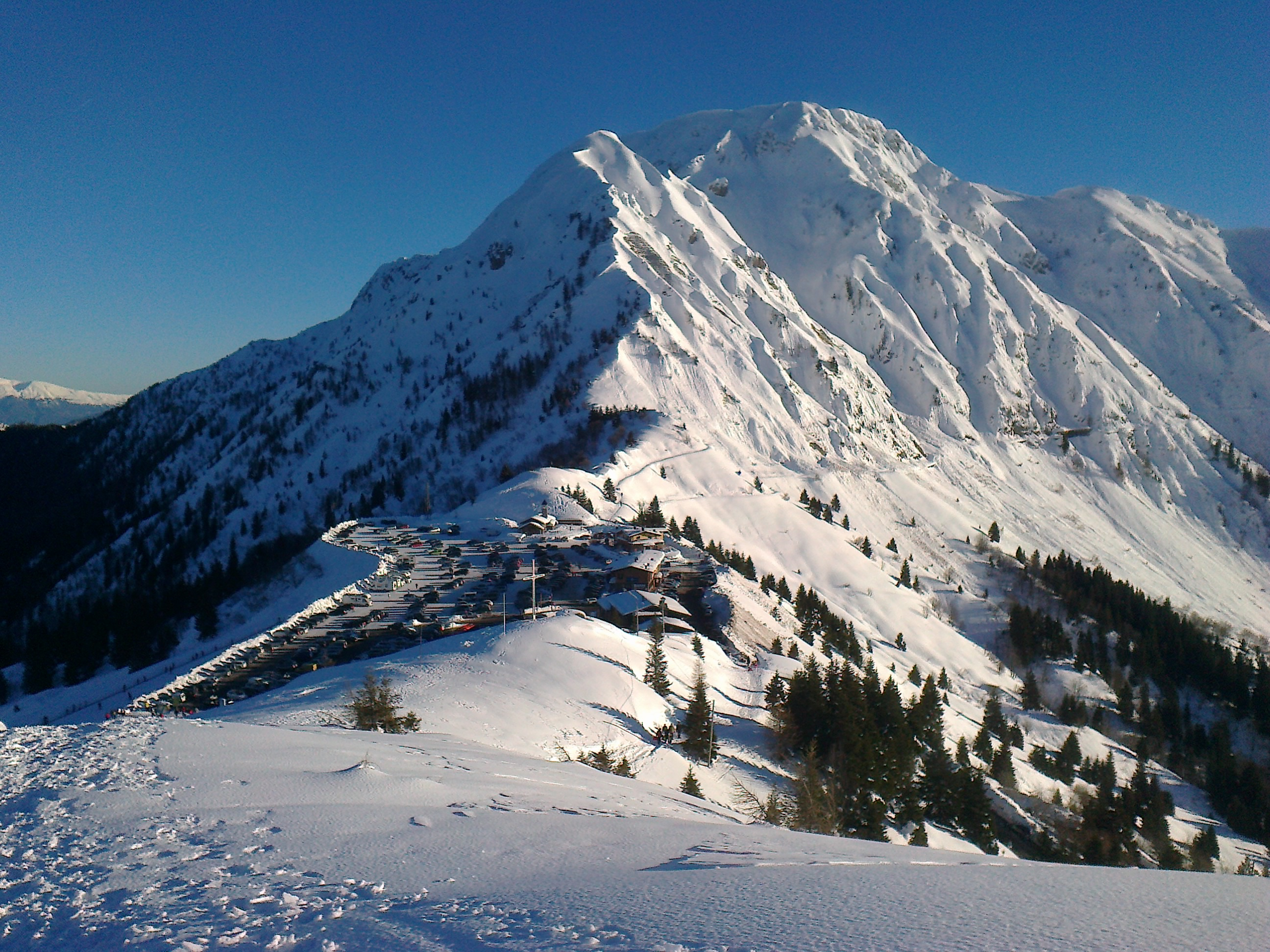
Il Dosso Alto in inverno. In primo piano il passo del Maniva.

Le montagne principali sono:
- Dosso Alto - 2.065 m
- Corna Blacca - 2.006 m
- Corno Barzo - 1.848 m
- Cima Caldoline - 1.842 m
- Monti di Paio - 1.821 m
- Monte Breda - 1.503 m
- Monte Palo - 1.462 m
- Corno di Sonclino - 1.351 m
- Monte Doppo - 1.207 m
- Monte Censo - 1.012 m
- Montesuello - 1.012 m
- Monte Spina - 962 m
- Monte Maddalena - 874 m